# 호수초등학교
호수초등학교는 대한민국 경기도 고양시에 있는 공립 초등학교이다.

## 학교 연혁
- 1994년 2월 28일 호수국민학교 설립 인가
- 1994년 3월 1일 호수국민학교 개교(6학급)
- 1994년 3월 1일 초대 김종옥 교장 부임
- 1996년 3월 1일 호수초등학교로 교명 변경
- 1997년 3월 1일 제2대 최경종 교장 부임
- 1999년 9월 1일 제3대 이희성 교장 부임
- 2003년 9월 1일 제4대 황인우 교장 부임
- 2006년 9월 1일 제5대 이계석 교장 부임
- 2010년 3월 1일 제6대 이두형 교장 부임
- 2014년 2월 14일 제20회 졸업식(졸업생 총 수 4,354명)
- 2014년 3월 1일 제7대 전영수 교장 부임
- 2014년 3월 1일 27(2)학급 편성

## 참고 자료
- 일산 호수초등학교 - 한국교육학술정보원 학교알리미